# Andréi Bekétov
Andréi Nikoláievich Bekétov (transliteración de Андре́й Никола́евич Беке́тов) 26 de noviembrejul./ 8 de diciembre de 1825greg., Alfierevka, gobernación de Penza - en su propiedad de Shájmatovo, Moscú, 1 de juliojul./ 14 de julio de 1902greg.) fue un botánico ruso que popularizó la historia natural y la geografía en Rusia. Era el abuelo materno del poeta Aleksandr Blok y hermano del químico Nikolái Bekétov.

## Biografía

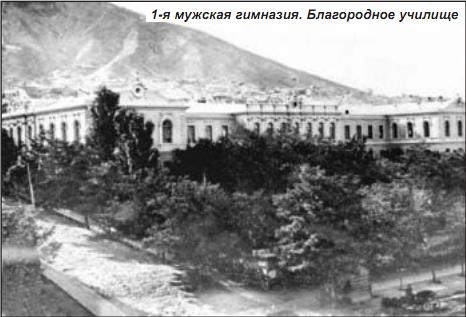
El Liceo de Tiflis.

Andréi Bekétov nació en la familia de un oficial de marina, ingresando en la nobleza en 1621. Realizó sus estudios en el Primer Liceo clásico de San Petersburgo, y luego en la Facultad de lenguas orientales de la Universidad de San Petersburgo. En 1842, ingresó como junker (aspirante) al regimiento de cazadores de guardia, mas dimitió en 1845 para entrar al Dto. de historia natural de la Universidad imperial de Kazán donde egresa en 1849.
Enseñó ciencias naturales en el Liceo de Tiflis, investigando además y describiendo la flora de Transcaucasia, lo que le valió en 1853 el título de maestro botánico de la Universidad de San Petersburgo. Presentó su tesis en Moscú en 1858 sobre Les relations morphologiques des parties feuillues entre elles et la tige (Relaciones morfológicas de partes foliales entre sí y con los progenitores) y al año siguiente enseñó botánica en la cátedra de la Universidad de Járkov. Se preparó en la Universidad de Heidelberg para ser profesor, y allí forja amistades con Séchenov, Mendeléyev y de Borodín.
De 1861 a 1897, continuó toda su carrera docente (como profesor extraordinario en la cátedra de botánica, y luego como director de la cátedra de Botánica) de la Universidad de San Petersburgo. Entre 1867-1876, fue decano de la Facultad físico-matemática de donde dependía la cátedra, y rector de la Universidad de 1876 a 1883. Su larga carrera le permitió entrenar generaciones de botánicos que después accedieron a las funciones de los directores de cátedra de diferentes universidades. Fue por su iniciativa que la Universidad fundó su propio Jardín botánico. Igualmente fue uno de los organizadores de los cursos Bestúzhev reservados a estudiantes, e inaugurado en 1878. Fue parte de su comité de dirección en 1889.

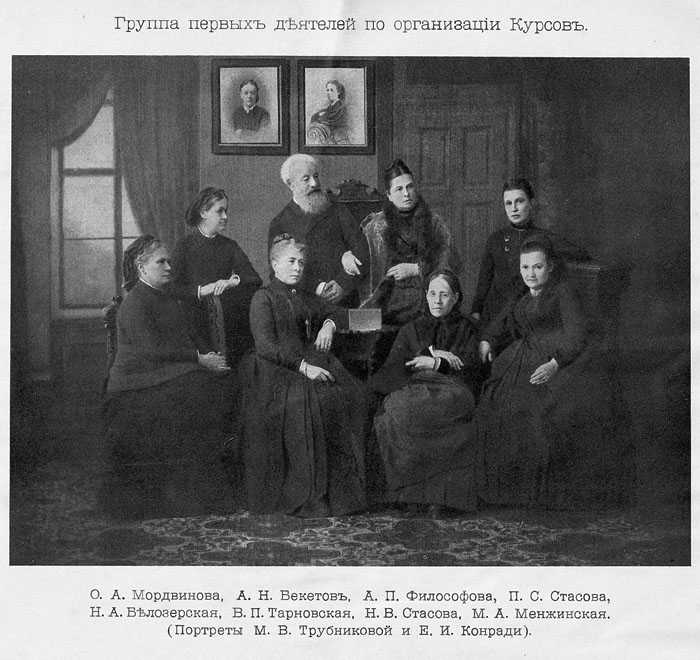
El Profesor Bekétov con benefactoras de los Cursos Bestúzhev, con Anna Filosófova (a la que toma el brazo) y Nadezhda Stásova (sentada, segunda desde la derecha)

El profesor Bekétov participó de la redacción del Mensajero de la Sociedad imperial Geográfica de Rusia de 1861 a 1863. Y secretario, y luego vicepresidente (a partir de 1891), de la Sociedad imperial de Economía libre, y publicó en su boletín Trabajos de la Sociedad imperial de Economía libre. Fue con Christophore Gobi editores de la revista científica Scripta Botanica y de 1892 a 1897 participó en la redacción del Diccionario Enciclopédico Brockhaus y Efron en el dominio botánico. Tradujo del alemán y del francés numerosas obras de autores científicos, tales como Alphonse de Candolle, August Grisebach, Matthias Schleiden, Anton de Bary, Emil Adolf Rossmässler, etc.
Participó activamente en muchas conferencias naturalistas y de medicina, que a veces presidía. De 1881-1900, presidió la Sociedad de Naturalistas en San Petersburgo después de ser uno de los editores de sus "Travaux". Contó entre sus alumnos a Johannes Theodor Schmalhausen.
El profesor Bekétov tuvo un final de vida difícil por sufrir de parálisis a partir de 1897. Se casó con una de las hijas del profesor Karelin. Una de sus hijas, Yekaterina, poeta, fue la esposa del crítico literario Platón Krasnov, hermano de su estudiante Andréi Krasnov, y otra, Aleksandra (1860-1923) madre del poeta Aleksandr Blok.
Está enterrado en la Pasarela de los Escritores del Cementerio Vólkovo de San Petersburgo.

## Algunas publicaciones
- 1856. География растений [Fitogeografía]. Mémoires de la Société géographique de Russie & Le Messager de la Société impériale géographique de Russie 16: 1.ª & 2.ª parte pp. 45-92, 161—208; vol. 17: 3.ª parte; 4.ª y última parte. pp. 121—166, 184—221. Publicación anónima editada por Lipchitz,[1] 1947; la 1.ª parte se presenta como inspirada de trabajos de Alphonse de Candolle;[2] la 2.ª parte es enteramente original

- 1860. Гармония в природе [La Armonía en la naturaleza]. Le Messager russe 30, nov.-dic.: 197—242, 534—558.

- 1864-1879. Беседы о земле и тварях [Conversaciones sobre la tierra y las hierbas]. S. Petersburgo

- 1865. Есть ли причины предполагать, что формы растений приспособлены к свету? [¿Hay alguna razón para suponer que las formas vegetales se adaptadan a la luz?]. Натуралист [El Naturalista] 14: 265—267; 15: 286—290; 16: 295-298

- 1865. Sur une station quasi spontanée d'un sapin de Sibérie dans le gouvernement de Saint-Pétersbourg, Bull. Soc. Imp. Nat. Mosc XXXVIII (1-2): 126 pp.

- 1868. О влиянии климата на возрастание сосны и ели [De la influencia del clima sobre el crecimiento de pinos y abetos]. Труды 1-го съезда естествоиспытателей в Петербурге. Отделение ботаники: 111-163

- 1870. Из жизни природы и людей [De la naturaleza y la gente]

- 1882—1885. Учебник ботаники [Manual de botánica]. San Petersborgo, 2.ª éd.

- 1884. Фитогеографический очерк Европейской России [Bosquejo Fitogeográfico de la Rusia europea] доп. к 5-му тому 2-го выпуска. Élisée Reclus. L'Homme et la Terre, Géographie universelle. Т. 5: La Russie européenne et asiatique. Saint-Pétersbourg: Типография товарищества «Общественная польза»: 47-65

- Об архангельской флоре [A propósito de la flora de Arjánguelsk]

- 1885. Беседы о зверях [Causeries sur les animaux sauvages]

- 1886.  Об акклиматизации растений [A propósito de la aclimatación de plantas]. Труды вольного экономического общества [Trabajos de la Sociedad de Economía libre] 1: 30-40

- 1889. Главнейшие съедобные и вредные грибы [Les champignons comestibles et nuisibles les plus importants]

- 1889. Курс ботаники. Морфология, систематика и географическое распределение семейств [Cours de botanique. Morphologie, systématique et familles végétales selon la géographie] Saint-Pétersbourgo

- 1896. География растений: Очерк учения о распространении и распределении растительности на земной поверхности с особым прибавлением о Европейской России. [Géographie des plantes: précis sur la distribution et l'habitat des plantes sur la surface terrestre en particulier en Russie européenne]. San Petersburgo Типография В. Демакова

## Fuente
- Esta obra contiene una traducción  derivada de «Andreï Beketov» de Wikipedia en francés, concretamente de esta versión, publicada por sus editores bajo la Licencia de documentación libre de GNU y la Licencia Creative Commons Atribución-CompartirIgual 4.0 Internacional.
- La abreviatura «Bek.» se emplea para indicar a Andréi Bekétov como autoridad en la descripción y clasificación científica de los vegetales.[1]